# Archeocyt
Archeocyt – komórka występująca w mezohylu gąbek. Archeocyty są komórkami totipotencjalnymi – mogą różnicować się w każdy inny typ komórek (np. sklerocyty, kolenocyty, spongocyty). Biorą udział w regeneracji, trawieniu, fagocytozie (z kanałów wodnych). Z podstawowych archeocytów macierzystych powstają archeocyty pierwotne, a z nich archeocyty wtórne, które z kolei mogą przekształcać się w cztero- lub jednojądrowe archeocyty, wyjściowe dla wielu innych komórek.